# Гура-Хайтій
Гура-Хайтій (рум. Gura Haitii) — село у повіті Сучава в Румунії. Входить до складу комуни Шару-Дорней.
Село розташоване на відстані 313 км на північ від Бухареста, 90 км на південний захід від Сучави, 134 км на схід від Клуж-Напоки.

## Населення
За даними перепису населення 2002 року у селі проживали 619 осіб, усі — румуни. Усі жителі села рідною мовою назвали румунську.